# Інженерна група «Арей»
Інженерна група «Арей» (до листопада 2016 року — Інженерна група «Азов»). З травня 2014 року активно допомагала в ремонті техніки батальйону «Азов» та іншим військовим підрозділам. Засновниками у 2014 році стали волонтери Благодійної організації «Благодійний фонд освітніх інновацій», під керівництвом Світлани Зварич.

## Історія
Перші машини ремонтувались у приватних СТО та гаражах.
У грудні 2014 року БО «Благодійний фонд освітніх інновацій» уклав угоду з тимчасовою адміністрацією ПрАТ «АТЕК» щодо оренди виробничих площ, а саме: двох цехів, для підготовки придбаної техніки та ремонту машин, що зазнали ушкоджень у бойових операціях. Волонтери за короткий час відремонтували приміщення одного з цехів, взяли в безоплатне користування у небайдужих громадян устаткування та необхідні інструменти, що дозволило пришвидшити ремонтні роботи.
На початку 2015 року до Інженерної групи «Азов» приєднався колишній технічний директор державного підприємства Завод ім. В.О. Малишева М. М. Степанов. З його появою розпочався новий етап діяльності групи. Вона стала розробляти та створювати бойову техніку на базі серійних машин.
Протягом 2014—2015 років під керівництвом Богдана Зварича група відремонтували і відправили на схід України більше 120 одиниць техніки[джерело?].
На початку 2016 року БО «Благодійний фонд освітніх інновацій» та ПрАТ «АТЕК» заявили про спільну підтримку діяльності групи.
Наприкінці лютого 2020 року інженерна група повідомила, що отримала ліцензію Міністерства оборони Фінляндії на постачання бронесталі Miilux Protection за контрактами Міноборони України.

## Розробка моделей військової техніки

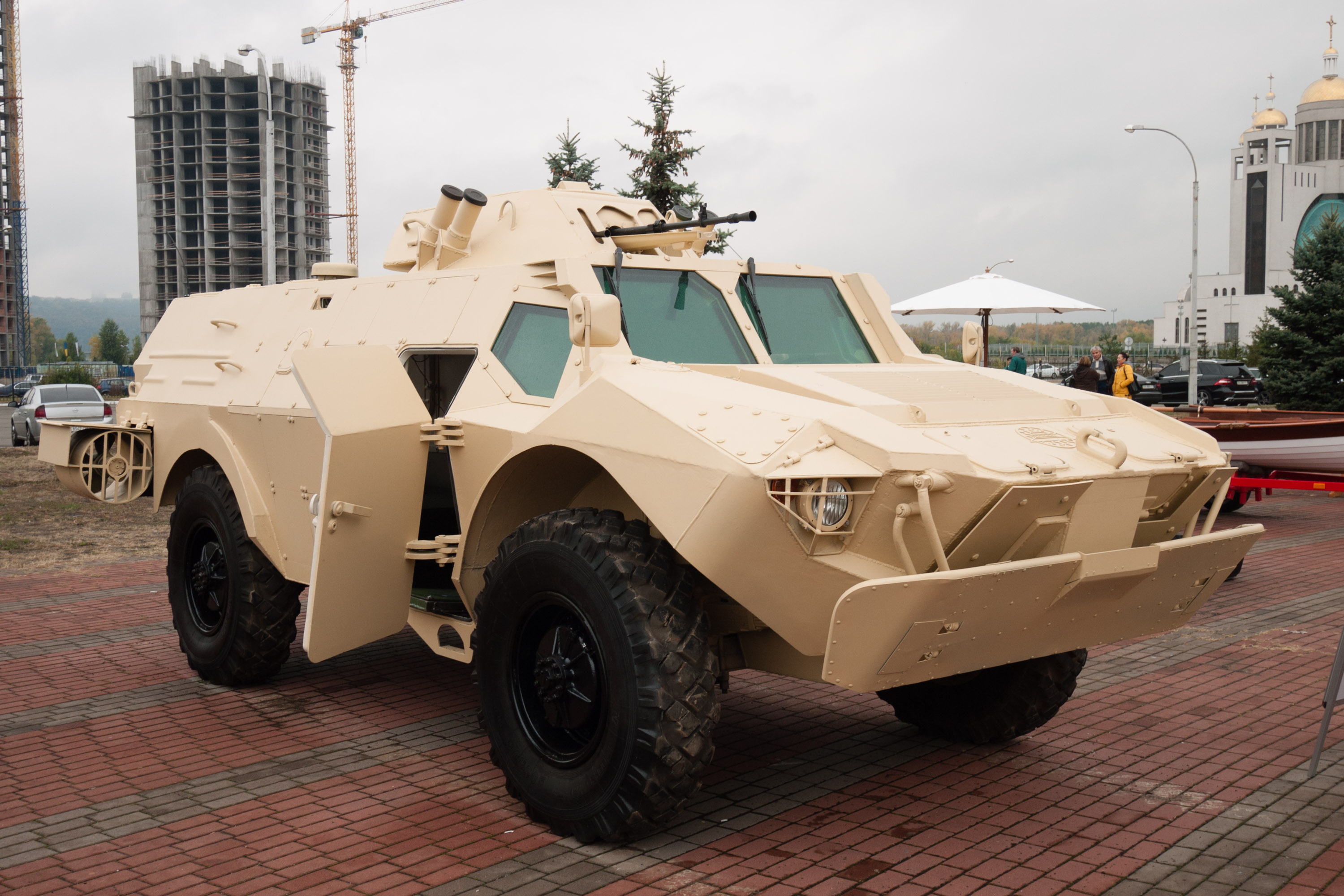
БКМ «Геккон» у Києві. 2016 р.

Основні моделі бойових машин група розробляє на базі танка Т-64 шляхом його глибокої модернізації.
Першою була створена бойова машини підтримки танків (БМПТ) «Азовець». Він може виконувати функції як танка для ведення боїв у місті, так і важкої універсальної гусеничної платформи. При створенні «Азовця» застосовано низку новітніх досягнень у галузі радіоелектроніки та інформаційних технологій. Спостереження за навколишнім простором здійснюється телевізійними камерами, які дозволяють будь-якому члену екіпажу моніторити навколишню ситуацію. Вся інформація з відеокамер і дані про роботу систем машини збираються в бортову інформаційну систему та можуть передаватися як будь-якому члену екіпажу, так і зовнішньому користувачеві. 28 листопада 2015 року його представили, а в квітні були проведені перші випробування цієї машини. На цій моделі були відпрацьовані вузлові і технологічні рішення важкої універсальної гусеничної платформи, на якій базуються інші розробки групи «Арей».
У січні 2016 року[джерело?] було повідомлено про нову розробку — танк з виносним озброєнням[джерело?] «Тірекс». На початку квітня цього ж року з'явилися перші знімки цього танка. Танк буде глибокою модернізацією Т-64, з можливостями, компонуванням і оснащенням, які будуть відповідати вимогам до сучасної важкої бронетехніки як у наступі, так і в обороні, креслення та тривимірні моделі машини розмінування «Кріт».
11 жовтня 2016 року на виставці «Зброя та безпека 2016» у Києві Інженерна група «Арей» представила бойову колісну машину «Гекон». Машина є модернізацією БРДМ-2 з бронюванням, що витримує влучання боєприпасу калібру 12,7 мм.

В квітні 2021 року було поширено інформацію про розробку важкої БМП «Вавілон» за державним оборонним замовленням Міністерства оборони України. Машина матиме гібридну силову установку, цифрову системою управління, броньовий і додатковий захист не нижче STANAG 6. Машина створюється на базі ходової танку Т-64, також опрацьовується окремий варіант бойової машини на базі ходової танку Т-84.

## Емблема
В перші роки існування інженерної групи на її логотипі були зображені «літаюча тарілка» та «чорне сонце» — неонацистський окультний символ, пов'язаний із міфом про нацистські НЛО.
З 2020 року на логотипі Інженерної групи «Арей» зображений меч бога війни Арея.